# Mufulira
Mufulira je rudarski grad u Zambiji, šesti po veličini zambijski grad. Nalazi se u pokrajini Copperbelt, na oko 1300 metara nadmorske visine, u rudarskom području uz granicu s Demokratskom Republikom Kongo. Poznata je po rudniku bakra. 
Godine 2000. Mufulira je imala 122.336 stanovnika.

## Poznate osobe
- Robert Earnshaw, nogometaš
- Robert "Mutt" Lange, glazbeni producent
- Levy Mwanawasa, treći predsjednik Zambije

## Vanjske poveznice
- Mufulira na stranici Turističke zajednice Zambije (engl.)